# فرودگاه بلمانت
فرودگاه بلمانت (به انگلیسی: Belmont Airport) یک فرودگاه همگانی با کد یاتا BEO است که یک باند فرود آسفالت دارد و طول باند آن ۸۲۰ متر است. این فرودگاه در کشور استرالیا قرار دارد و در ارتفاع ۱٫۵ متری از سطح دریا واقع شده‌است.